# Capilano Indian Reserve 5
Capilano Indian Reserve 5 (franska: Réserve indienne Capilano 5) är ett reservat i Kanada.   Det ligger i provinsen British Columbia, i den sydvästra delen av landet, 3 500 km väster om huvudstaden Ottawa.
Runt Capilano Indian Reserve 5 är det i huvudsak tätbebyggt. Runt Capilano Indian Reserve 5 är det mycket tätbefolkat, med 4 842 invånare per kvadratkilometer.